# Richard Devon
Richard Devon (Glendale, 11 dicembre 1926 – Mill Valley, 26 febbraio 2010) è stato un attore statunitense.
Ha recitato in 24 film dal 1952 al 1988 ed è apparso in oltre 80 produzioni televisive dal 1950 al 1988. È stato accreditato anche con il nome Dick Devon.

## Biografia
Nato a Glendale, in California, l'11 dicembre 1926, per la televisione interpretò, tra gli altri, il ruolo di Jody Barker in 12 episodi della serie televisiva Yancy Derringer dal 1958 al 1959, di Merle Dixon in 3 episodi della serie Lassie nel 1967 e numerosi altri personaggi secondari o ruoli da guest star in molti episodi di serie televisive dagli anni '50 agli anni '70. Partecipò a tutte le serie televisive di genere western prodotte dalla Four Star Productions e ad un episodio della serie classica di Ai confini della realtà dal titolo originale A Quiet Day in Tucson. Per il cinema ha interpretato Satana nel film horror La sopravvissuta del 1957.
La sua ultima apparizione sul piccolo schermo avvenne nell'episodio That's Amoré della serie televisiva Voci nella notte, andato in onda il 4 gennaio 1991, che lo vede nel ruolo di Martin Longo, mentre per il grande schermo l'ultima interpretazione risale al film La settima profezia del 1988 in cui interpreta un cardinale. Morì a Mill Valley, in California, il 26 febbraio 2010.

## Filmografia

### Cinema
- Scorching Fury, regia di Rick Freers (1952)
- Il figliuol prodigo (The Prodigal), regia di Richard Thorpe (1955)
- La sopravvissuta (The Undead), regia di Roger Corman (1957)
- Quel treno per Yuma (3:10 to Yuma), regia di Delmer Daves (1957)
- The Buckskin Lady, regia di Carl K. Hittleman (1957)
- L'adolescente bambola (Teenage Doll), regia di Roger Corman (1957)
- La folle evasione (Escape from San Quentin), regia di Fred F. Sears (1957)
- Blood of Dracula, regia di Herbert L. Strock (1957)
- La leggenda vichinga (The Saga of the Viking Women and Their Voyage to the Waters of the Great Sea Serpent), regia di Roger Corman (1957)
- Guerra dei satelliti (War of the Satellites), regia di Roger Corman (1958)
- La legge del mitra (Machine-Gun Kelly), regia di Roger Corman (1958)
- I tre sceriffi (Badman's Country), regia di Fred F. Sears (1958)
- Gli uomini della terra selvaggia (The Badlanders), regia di Delmer Daves (1958)
- Testamento di sangue (Money, Women and Guns), regia di Richard Bartlett (1958)
- I mastini del West (Gunfighters of Abilene), regia di Edward L. Cahn (1960)
- Battle of Blood Island, regia di Joel Rapp (1960)
- I comanceros (The Comancheros), regia di Michael Curtiz (1961)
- Pugno proibito (Kid Galahad), regia di Phil Karlson (1962)
- Il vendicatore del Texas (Cattle King), regia di Tay Garnett (1963)
- The Three Stooges Go Around the World in a Daze, regia di Norman Maurer (1963)
- Matt Helm il silenziatore (The Silencers), regia di Phil Karlson (1966)
- Three Guns for Texas, regia di Earl Bellamy, David Lowell Rich (1968)
- Una 44 Magnum per l'ispettore Callaghan (Magnum Force), regia di Ted Post (1973)
- La settima profezia (The Seventh Sign), regia di Carl Schultz (1988)

### Televisione
- Space Patrol – serie TV (1950)
- Le avventure di Rin Tin Tin (The Adventures of Rin Tin Tin) – serie TV, 2 episodi (1955-1956)
- Broken Arrow – serie TV, 2 episodi (1956-1958)
- I Led 3 Lives – serie TV, un episodio (1956)
- Frontier – serie TV, un episodio (1956)
- La pattuglia della strada (Highway Patrol) – serie TV, un episodio (1956)
- Noah's Ark – serie TV, un episodio (1956)
- Navy Log – serie TV, episodi 2x12-3x18 (1957-1958)
- Le leggendarie imprese di Wyatt Earp (The Life and Legend of Wyatt Earp) – serie TV, 2 episodi (1957-1958)
- I racconti del West (Zane Grey Theater) – serie TV, 4 episodi (1957-1959)
- Richard Diamond (Richard Diamond, Private Detective) – serie TV, 3 episodi (1957-1960)
- Carovane verso il West (Wagon Train) – serie TV, 3 episodi (1957-1963)
- The Ford Television Theatre – serie TV, un episodio (1957)
- Dragnet – serie TV, un episodio (1957)
- The 20th Century-Fox Hour – serie TV, un episodio (1957)
- The George Sanders Mystery Theater – serie TV, un episodio (1957)
- Il sergente Preston (Sergeant Preston of the Yukon) – serie TV, un episodio (1957)
- Boots and Saddles – serie TV, un episodio (1957)
- Il tenente Ballinger (M Squad) – serie TV, un episodio (1957)
- Yancy Derringer – serie TV, 12 episodi (1958-1959)
- Ricercato vivo o morto (Wanted: Dead or Alive) – serie TV, episodi 1x06-1x26-2x01 (1958-1959)
- Trackdown – serie TV, 4 episodi (1958-1959)
- Tales of Wells Fargo – serie TV, 2 episodi (1958-1962)
- State Trooper – serie TV, un episodio (1958)
- Peter Gunn – serie TV, episodi 1x09 (1958)
- Lo sceriffo indiano (Law of the Plainsman) – serie TV, episodi 1x01-1x26 (1959-1960)
- Alcoa Presents: One Step Beyond – serie TV, 2 episodi (1959-1960)
- I detectives (The Detectives) – serie TV, episodi 1x08-3x26 (1959-1962)
- Indirizzo permanente (77 Sunset Strip) – serie TV, 2 episodi (1959-1962)
- The Rifleman – serie TV, 7 episodi (1959-1962)
- The D.A.'s Man – serie TV, un episodio (1959)
- Letter to Loretta – serie TV, un episodio (1959)
- Zorro – serie TV, un episodio (1959)
- The Rough Riders – serie TV, episodio 1x28 (1959)
- Johnny Ringo – serie TV, un episodio (1959)
- Colt.45 – serie TV, un episodio (1959)
- Carovana (Stagecoach West) – serie TV, 4 episodi (1960-1961)
- Laramie – serie TV, 2 episodi (1960-1962)
- Bonanza – serie TV, 4 episodi (1960-1967)
- Mr. Lucky – serie TV, episodio 1x12 (1960)
- Avventure lungo il fiume (Riverboat) – serie TV, un episodio (1960)
- The Texan – serie TV, 2 episodi (1960)
- The Rebel – serie TV, un episodio (1960)
- Hotel de Paree – serie TV, un episodio (1960)
- Sugarfoot – serie TV, episodio 3x15 (1960)
- Philip Marlowe – serie TV, episodio 1x26 (1960)
- Overland Trail – serie TV, un episodio (1960)
- The Tall Man – serie TV, un episodio (1960)
- The Islanders – serie TV, un episodio (1960)
- Gli intoccabili (The Untouchables) – serie TV, un episodio (1961)
- Whispering Smith – serie TV, episodio 1x04 (1961)
- Corruptors (Target: The Corruptors) – serie TV, episodio 1x01 (1961)
- Medicine Man, regia di Charles Barton – film TV (1962)
- Ai confini della realtà (The Twilight Zone) – serie TV, episodio 3x18 (1962)
- Death Valley Days – serie TV, un episodio (1962)
- Il virginiano (The Virginian) – serie TV, 4 episodi (1963-1970)
- Gli uomini della prateria (Rawhide) – serie TV, episodio 5x14 (1963)
- Saints and Sinners – serie TV, un episodio (1963)
- Gunsmoke – serie TV, 2 episodi (1963)
- Perry Mason – serie TV, 3 episodi (1964-1966)
- Daniel Boone – serie TV, 5 episodi (1964-1969)
- Destry – serie TV, un episodio (1964)
- Breaking Point – serie TV, un episodio (1964)
- La legge di Burke (Burke's Law) – serie TV, episodio 2x04 (1964)
- Laredo – serie TV, 2 episodi (1965-1966)
- Lassie – serie TV, 4 episodi (1965-1967)
- La grande vallata (The Big Valley) – serie TV, 2 episodi (1965-1968)
- Il fuggiasco (The Fugitive) – serie TV, un episodio (1965)
- Ben Casey – serie TV, episodi 4x02-5x01 (1964-1965)
- A Man Called Shenandoah – serie TV, episodio 1x01 (1965)
- Missione impossibile (Mission: Impossible) – serie TV, 3 episodi (1966-1972)
- F.B.I. (The F.B.I.) – serie TV, 3 episodi (1967-1970)
- Mannix – serie TV, 2 episodi (1967-1972)
- Iron Horse – serie TV, episodio 1x21 (1967)
- I Monkees (The Monkees) – serie TV, un episodio (1967)
- Ai confini dell'Arizona (The High Chaparral) – serie TV, episodio 1x05 (1967)
- Il grande teatro del west (The Guns of Will Sonnett) – serie TV, un episodio (1968)
- Get Smart – serie TV, un episodio (1968)
- Lancer – serie TV, episodio 1x17 (1969)
- Il pianeta delle scimmie (Planet of the Apes) – serie TV, un episodio (1974)
- Quark – serie TV, un episodio (1978)
- Richie Brockelman, Private Eye – serie TV, un episodio (1978)
- Matt Houston – serie TV, un episodio (1985)
- Voci nella notte (Midnight Caller) – serie TV, un episodio (1991)